# アルア県

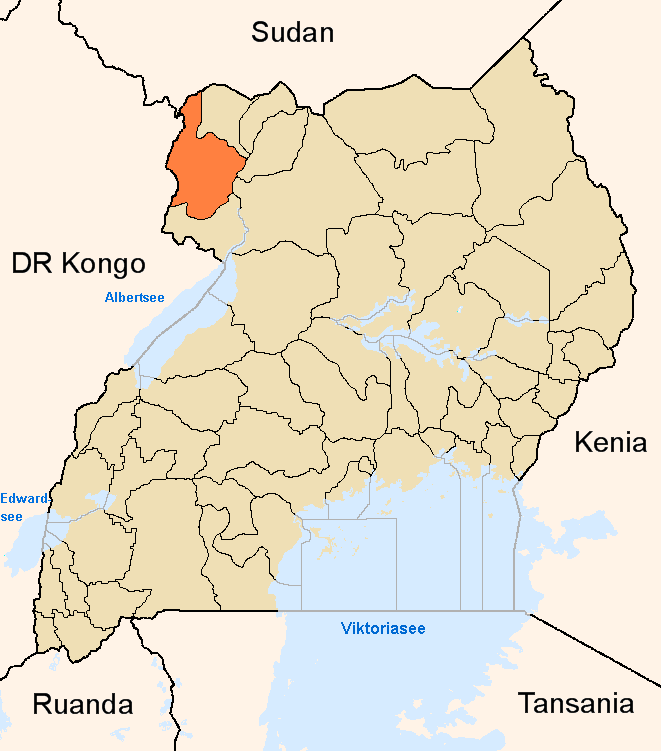
2001年から2005年のアルア県、南部が2006年以降のアルア県

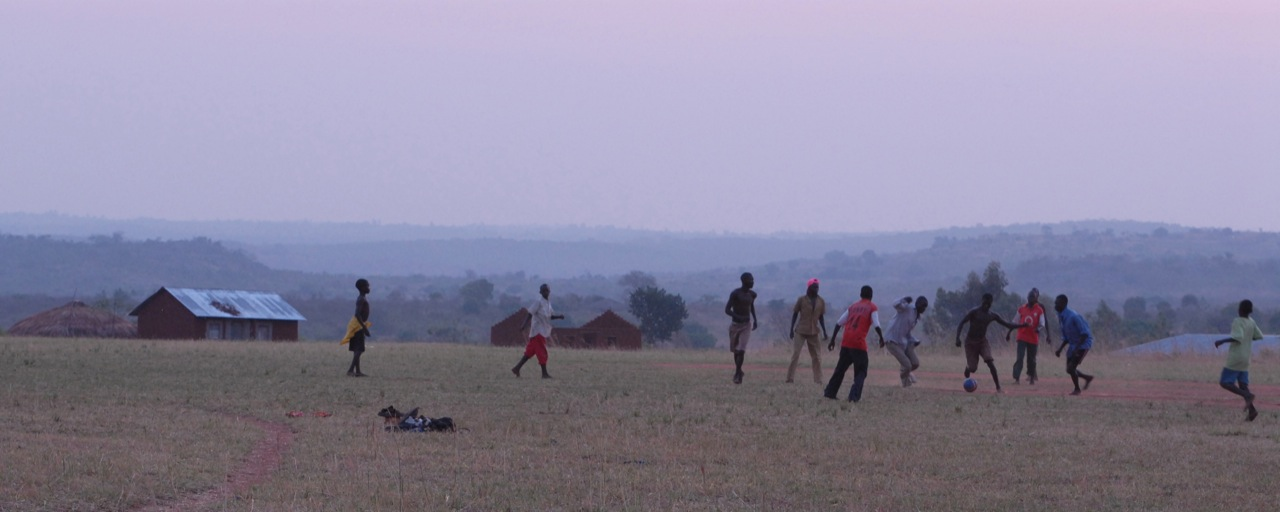
アルアでのサッカー

アルア県（アルアけん）はウガンダ北西部西ナイル地方中南部の県。コンゴ民主共和国との国境貿易が盛んで、第二次コンゴ戦争 (Second Congo War) におけるウガンダ軍の侵攻拠点となった。

## 概要
アルア (Arua) は西ナイル地方の中心都市であり、県庁所在地であった。1960年代に北東部のマディ族の居住地がマディ県として分割され、1974年にアルール族の居住地の南部が南西ナイル県（のちのネビ県）に分割された。ゴッドフリー・ビナイサ (Godfrey Binaisa) 政権時の1979年に西ナイル県が県庁所在地名に改名されアルア県となった。2001年には北部のアリンガ郡がユンベ県に分割され、2005年に北西部のコボコ郡がコボコ県に、2006年にマラチャ郡とテレゴ郡がマラチャ県に分割された。アルア市とアイヴ郡、ヴラ郡、マディ＝オコロ郡の4つの郡が置かれている。知事に相当する第5地域議会 (LC5) 議長はリチャード・アンダマである。2002年の国勢調査人口のうち2006年以降のアルア県分は 413,113 人。

## 隣接する県
東にマディ県から分割されたアジュマニ県及びアチョリ地方のアムル県、西はコンゴのイトゥリ州（2005年以前の東部州南東部）と接する。